# Jiří Hozlauer z Hozlau
Jiří Hozlauer z Hozlau, pán na Suché (německy Georg Haslauer von Haslau, nebo Haßlau, Herr auf Thierbach, * kolem roku 1595, pohřben 18. prosince 1661 v Nejdku) byl český šlechtic a majitel svobodného dvora.

## Život a činnost
Jiří Hozlauer z Hozlau pocházel ze staročeského šlechtického rodu Hozlauerů z Hozlau, původem v Rakousích. Objevuje se na počátku 17. století jako majitel panského dvora Suchá u Nejdku, v době, kdy nejdecké panství držel rod Colonnů z Felsu.
Hozlauer kvůli záchraně svého majetku konvertoval v době třicetileté války ke katolicismu. V roce 1637 slíbil hraběti Heřmanu Černínovi z Chudenic, že je připraven přestoupit na katolickou víru, ale že mu v tom brání pouze nemoc jeho manželky a dětí. Haslauerové se tak i po roce 1650 řadili mezi bohatší ze starých rodin v Loketském kraji.
Podle legendy došlo ke sporu se sousedním majitelem půdy, Jörgem Hutzelmannem z Wolfshofu na Jamách a Ödtu. Aby uzavřeli mír, darovali společně na hranici svých pozemků kapli, která se později stala známou jako Lohwasserkapelle.

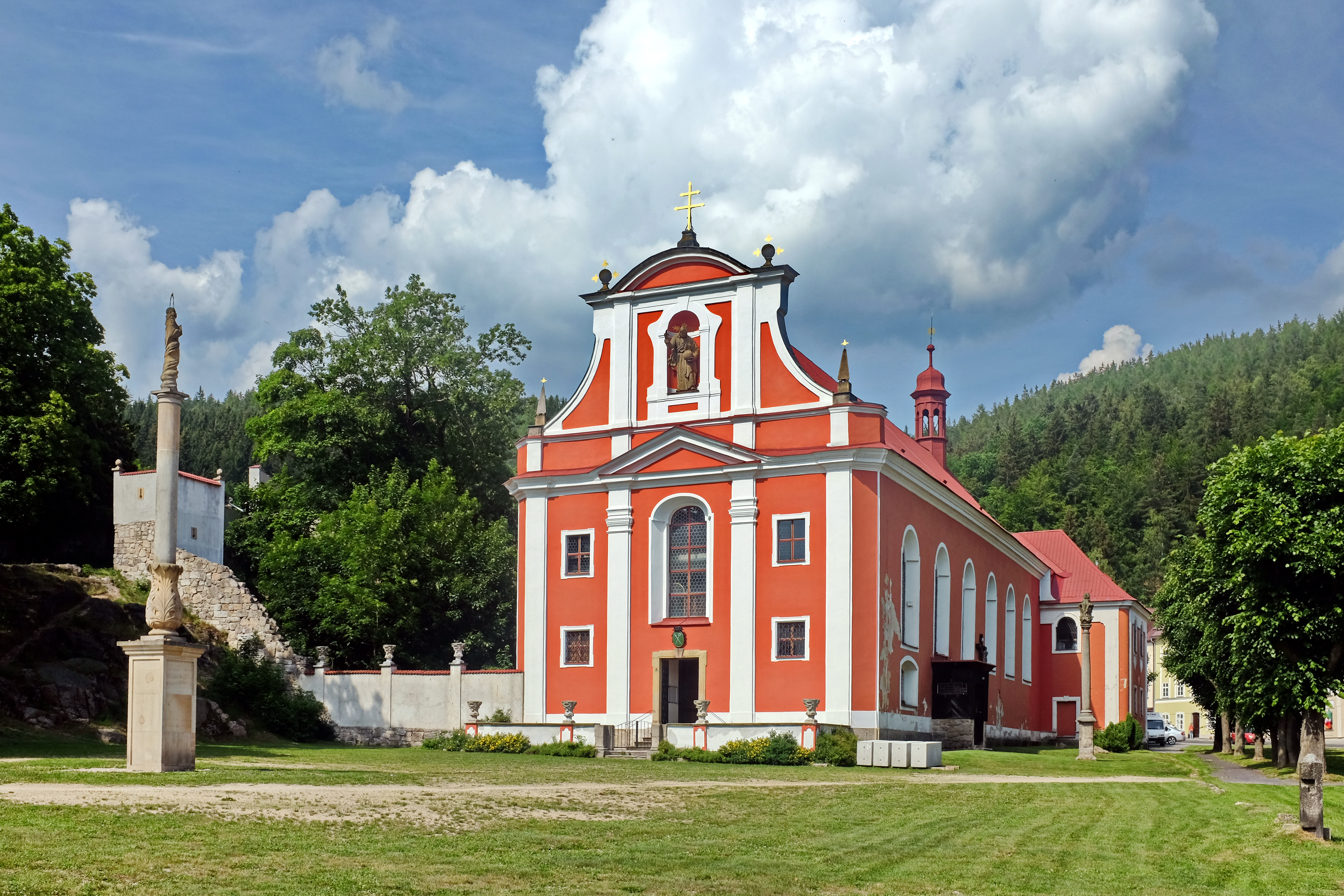
Kostel sv. Martina v Nejdku, místo posledního odpočinku Jiřího Hozlauera.

Jiří Hozlauer zemřel v roce 1661 a byl pohřben vedle své manželky v nejdeckém kostele svatého Martina. Po jeho smrti byla rodina nepříliš bohatá. Staré panské sídlo pravděpodobně připadlo zpět nejdecké vrchnosti a bylo přeměněno na poplužní dvůr.

## Rodový erb
Erb ukazuje zakřivený hrot ve štítu se střídající se červenými a stříbrnými poli. Hřeben je korunován a ukazuje zlatý svazek klasu. Krytí je červené a stříbrné. 

## Rodina
Jiří Hozlauer z Hozlau byl ženatý s Annou Marií roz. Salwartovou († 11. ledna 1654).  Z manželství se narodilo nejméně devět dětí:
- Marie Catarina († 1637)
- Zuzana Barbora († 1661)
- Jan Rudolph (* 1619 v Suché)
- Jan Kašpar (* 1621 v Suché)
- Žofie Alžběta (* 1623 v Suché)
- dcera (* / † 1627 v Suché)
- Juliana (* 1629 v Suché)
- dcera (* / † 1632 v Suché)
- Anna Alžběta (* 1638 v Suché; † 1676)